# Ервін Джонсон
Ервін Джонсон (англ. Ervin Johnson, нар. 21 грудня 1967, Новий Орлеан, США) — американський професіональний баскетболіст, що грав на позиції центрового за низку команд НБА. Гравець національної збірної США.

## Ігрова кар'єра
На університетському рівні грав за команду Нью-Орлінс (1989–1993). 1993 року був визнаний найкращим баскетболістом року конференції Sun Belt. 
Того ж 1993 року був обраний у першому раунді драфту НБА під загальним 23-м номером командою «Сіетл Суперсонікс». Захищав кольори команди із Сіетла протягом наступних 3 сезонів.
З 1996 по 1997 рік грав у складі «Денвер Наггетс».
1997 року перейшов до «Мілвокі Бакс», у складі якої провів наступні 6 сезонів своєї кар'єри.
Наступною командою в кар'єрі гравця була «Міннесота Тімбервулвз», за яку він відіграв 2 сезони.
Останньою ж командою в кар'єрі гравця стала «Мілвокі Бакс», до складу якої він повернувся 2005 року і за яку відіграв один сезон.